# Howard Linskey
Howard Linskey (* 16. Mai 1967) ist ein britischer Autor und Journalist. 

## Frühe Jahre
Linskey wuchs in Ferryhill, County Durham in England auf, wo er die Ferryhill Comprehensive School besuchte. 1989 schloss er sein Studium in den Gebieten Geschichte und Politik an der University of Huddersfield ab, bevor er als Barkeeper, Catering-Manager und Marketingmanager für einen prominenten Koch, sowie in verschiedenen Vertriebs- und Account-Management-Funktionen, arbeitete. 
1998 schloss Linskey sein Postgraduiertenstudium im Bereich Journalismus ab, woraufhin er für mehrere Regionalzeitungen in Nordwestengland arbeitete, darunter für den Warrington Guardian. Linskey ist Anhänger von Newcastle United und schrieb für die Vereins-Fanzeitschrift „The Mag“.

## Als Autor
Linskeys Debütroman, The Drop, wurde 2011 veröffentlicht. Der Krimi spielt in Newcastle upon Tyne, England, mit dem fiktiven Charakter David Blake. Das Buch erhielt positive Kritiken und wurde von Peter Millar, der für die London Times schrieb, als einer seiner fünf besten Krimis des Jahres 2011 gewertet. The Drop wurde später vom Filmproduzenten David Barron für eine Fernsehproduktion bestätigt. In Deutschland erschien das Buch 2014 unter dem Titel Crime Machine.
Es erschienen später zwei weitere Werke mit der fiktiven Figur David Blake; The Damage (2012) wurde von der Times als eine der besten Sommerlesungen bewertet, The Dead (2013) ist das letzte Buch rund um David Blake. Beide Bücher stiegen in die Amazon-Kindle-Charts ein. The Damage (dt. Gangland) und The Drop (dt. Crime Machine) wurden als Hörbücher mit Thomas Petruo als Sprecher vertont.
Linskey begann danach mit einer neuen Reihe von Krimis, die wiederum im Nordosten Englands spielt; die Protagonisten sind die Journalisten Tom Carney und Helen Norton, sowie der Polizeibeamten Ian Bradshaw. Die Reihe begann mit No Name Lane (2015), gefolgt von Behind Dead Eyes (2016), The Search (2017) und The Chosen Ones (2018). 
Neben Krimis hat Linskey auch zwei Romane geschrieben, die während des Zweiten Weltkriegs spielen: Hunting The Hangman (2017), basierend auf der Ermordung von Reinhard Heydrich, und Ungentlemanly Warfare (2019), bezogen auf eine SOE-Operation im Jahr 1943.

## Fernsehserien
Linskey war einer der Hauptautoren der CBS Reality-TV-Fernsehserie Written In Blood im Jahr 2017. Die Serie handelt von den Moors murders Ian Brady und Myra Hindley.

## Privat
Linskey lebt in Hertfordshire mit seiner Ehefrau Alison und deren Tochter Erin. Er ist ein lebenslanges Mitglied der Newcastle United.